# جاده اصلی

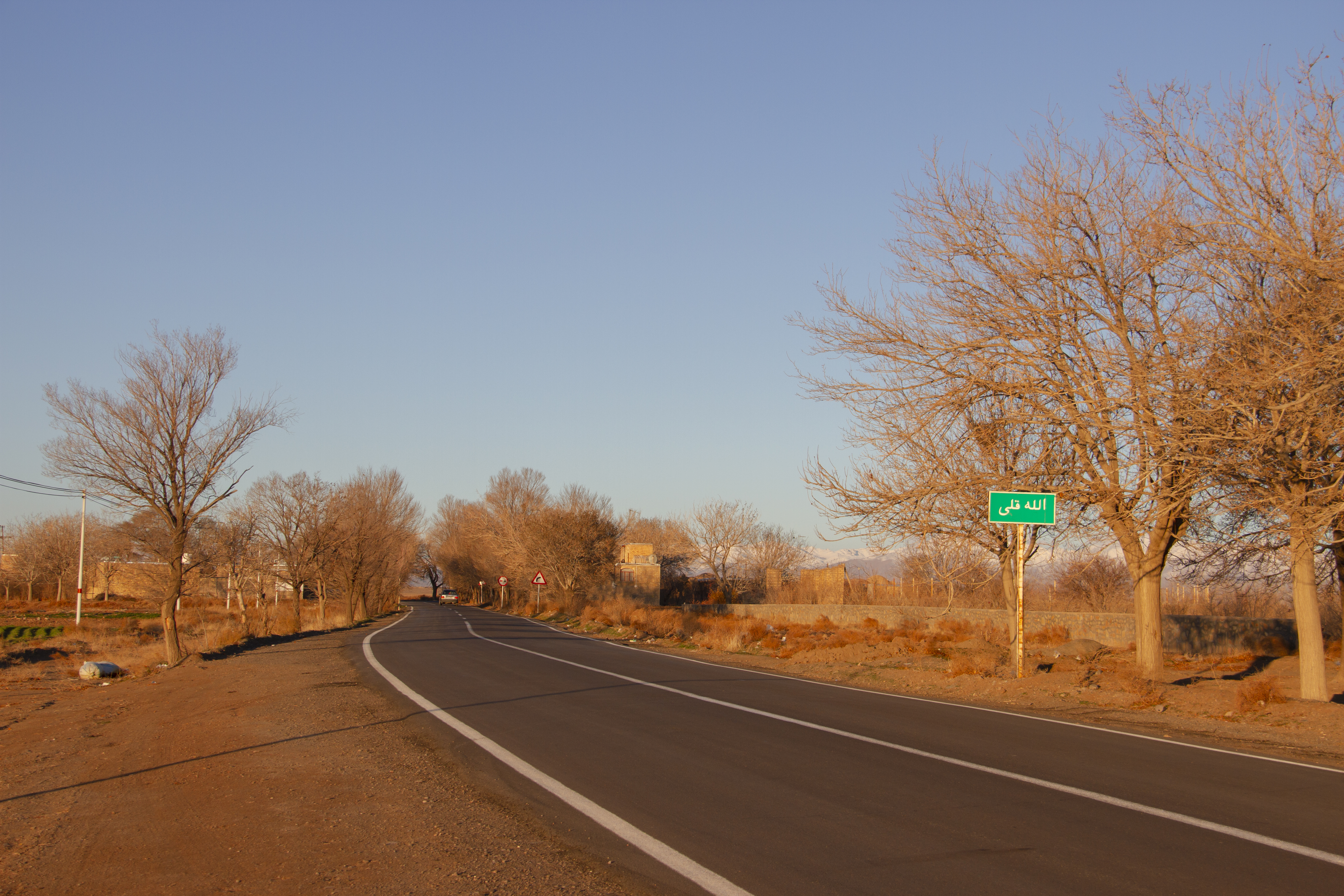
جاده ترانزیتی و اصلی تاج خاتون به تفرش، ساوه، شکوهیه، و بخش قاهان

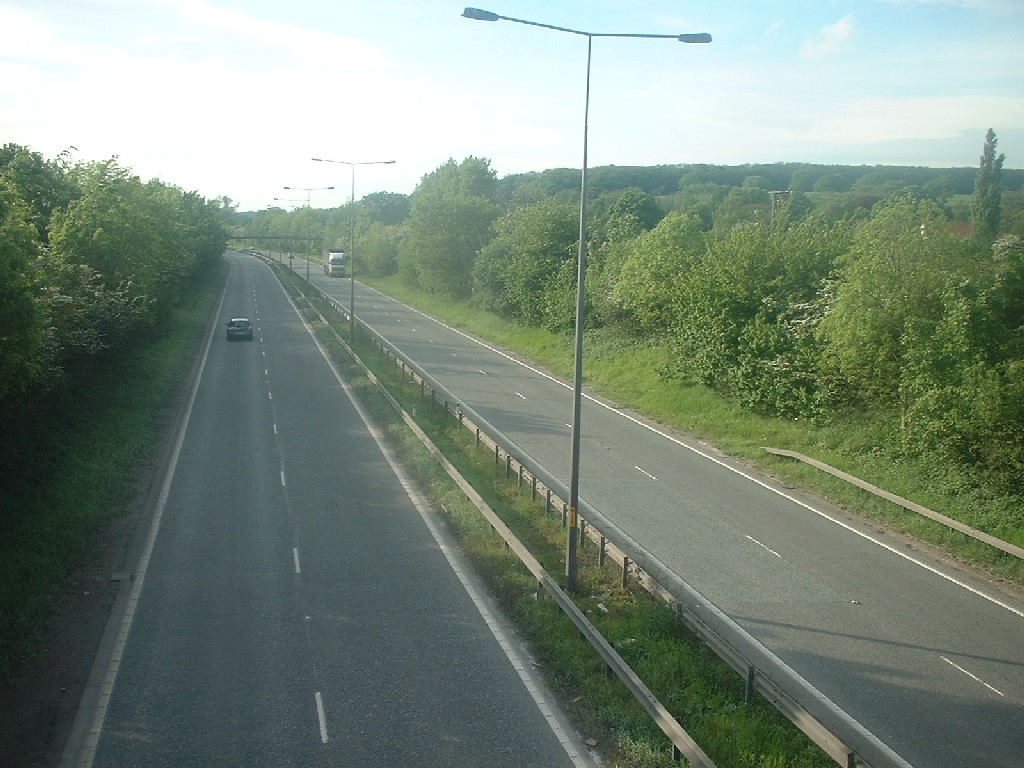
A63 جاده اصلی متصل کننده کینگستن هال به M62

جاده اصلی که با نام‌های دیگری مثل محور اصلی، جاده پرتردد، جاده استراتژیک یا جاده محوری هم شناخته می‌شود به راه یا جاده ای مهم گفته می‌شود که دو یا چند شهر، ایستگاه، فرودگاه و مانند آن را به هم وصل می‌کند. وقتی که بین دو نقطه چند راه مختلف وجود دارد، جاده اصلی جاده ای است که استفاده از آن توصیه می‌شود. جاده‌های محوری عمدتاً در دوبانده هستند و یا استانداردهای یک آزادراه را دارند.

## بریتانیا
نخستین بار در پادشاهی متحده، تعریف جاده اصلی در سال 1936 صوتر گرفت. در آن سال 30 راه اصلی این کشور به اسم جاده‌های اصلی نامگذاری شوند.   ایرلند شمالی همواره یک سیستم مجزا از قوانین بزرگراهی و جاده ای داشته‌است.
در سال 2004 روی هم رفته 7,845 مایل (12,625 کیلومتر) جاده اصلی در انگلستان وجود داشت که  2,161 مایل (3,478 کیلومتر) آن آزادراه بود.

### تبدیل جاده اصلی به فرعی
ممکن است یک راه اصلی به دلایلی تبدیل به یک جاده فرعی و دست دوم شد. برای مثال با تأسیس یک آزادراه ممکن است وسایل نقلیه تشویق شوند که مسیر قبلی را ترک و از مسیر جدید تردد کنند.

## سوئد

شبکه اصلی جاده ها در جنوب سوئد.

مهم‌ترین جاده‌ها در سوئد با عنوان "جاده اصلی ملی" نامگذاری می‌شوند. در سال 1992 مجلس تصمیم گرفت که کدام جاده‌های این کشور جاده‌های اصلی باشند. 

## همچنین نگاه کنید
- آزادراه